# Alparrache

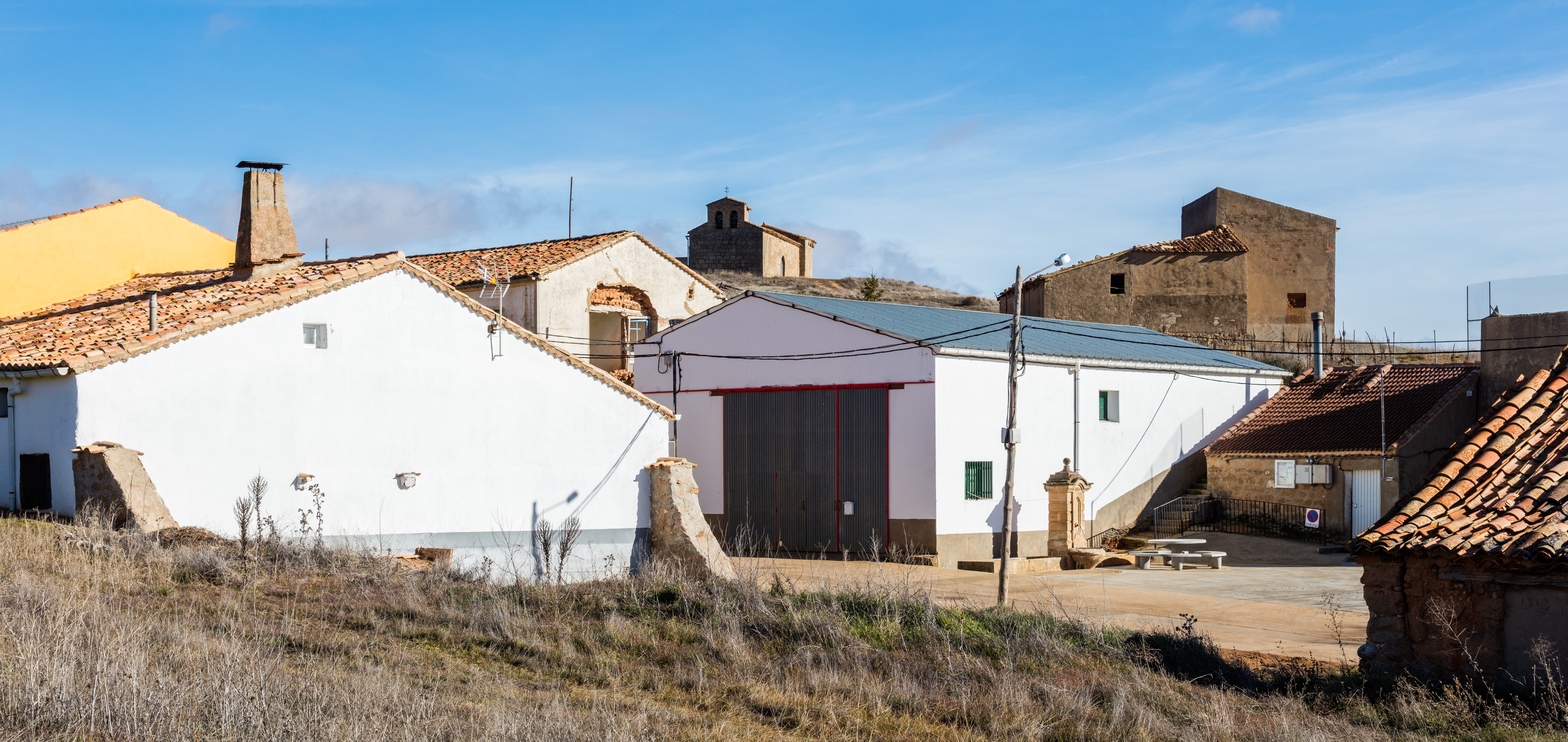
Alparrache.

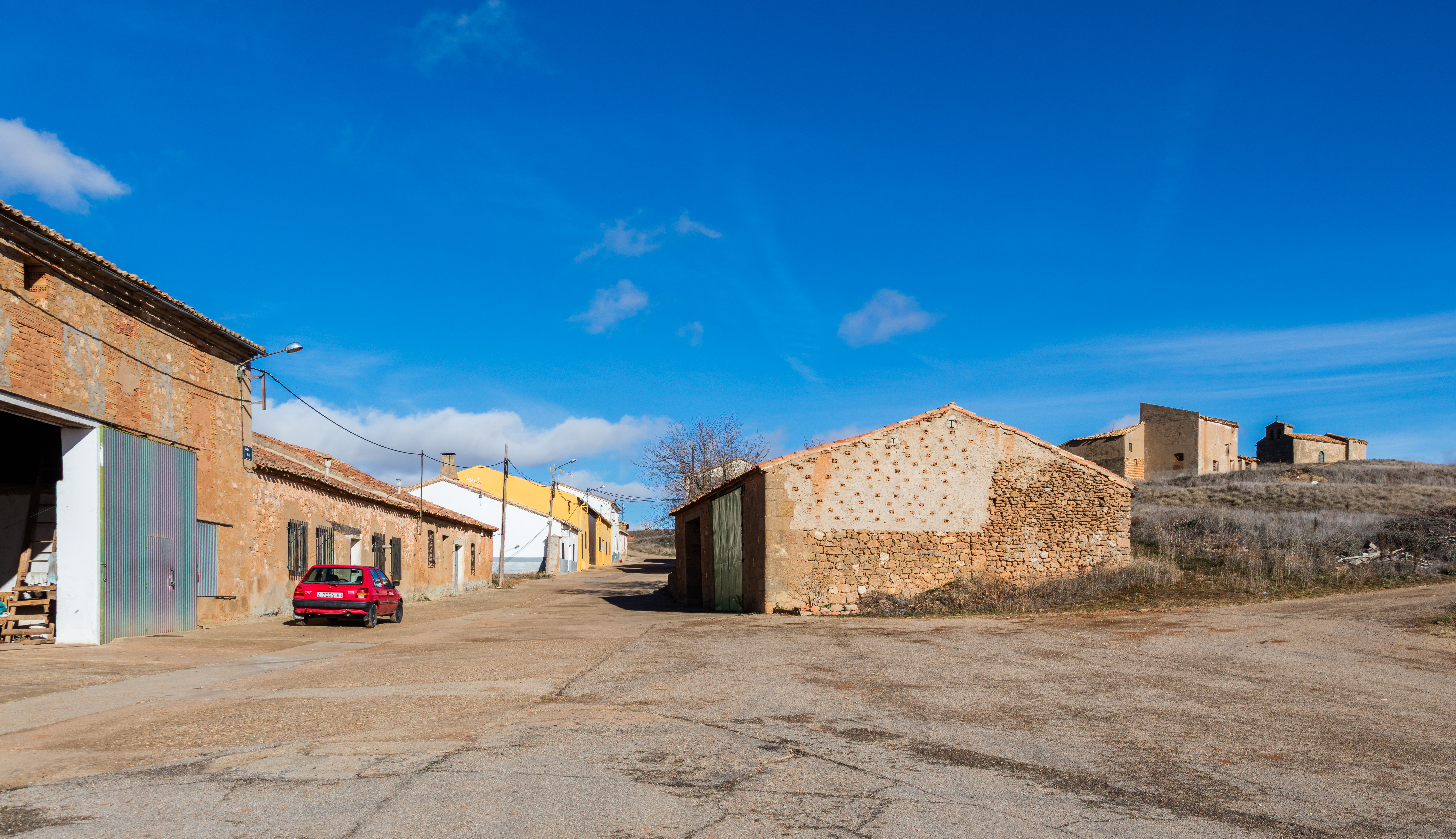
Otra vista de la localidad.

Alparrache es una localidad  de la provincia de Soria, 
partido judicial de Soria,  Comunidad Autónoma de Castilla y León, España. Pueblo de la Comarca de Campo de Gómara que pertenece al municipio de Tejado.

## Geografía
Esta pequeña población de la comarca de Campo de Gómara está ubicada en el centro de la provincia de Soria , al sureste de la capital en el valle del río Rituerto.

### Comunicaciones
Cruce de caminos: carretera autonómica CL-101 de Almazán a Gómara y local SO-P-3002 de Serón de Nágima a Nomparedes.

## Demografía
En el año 1981 contaba con 29 habitantes, concentrados en el núcleo principal, pasando a 14 en 2010, 9 varones y 5 mujeres.
| Gráfica de evolución demográfica de Alparrache entre 2000 y 2010                                 |
|                                                                                                  |
| Población de derecho (2000-2010) según los censos de población del INE a 1 de enero de cada año. |

## Historia
Lugar que durante la Edad Media perteneció a la Comunidad de Villa y Tierra de Soria formando parte del Sexmo de Lubia.
A la caída del Antiguo Régimen la localidad se constituye en municipio constitucional en la región de Castilla la Vieja, partido de Soria  que en el censo de 1842 contaba con 14  hogares y  52 vecinos.
A mediados del siglo XIX este municipio desaparece porque se integra en el municipio de Sauquillo de Boñices